# 布莱奇那陨石
布莱奇那隕石是來自小行星的無粒隕石布莱奇那群的標本。

## 命名和發現
布莱奇那隕石以澳洲南部的布林曼（Blinman）命名，B.M.伊芙於1974年5月26日在31°18′00″S 138°23′00″E / 31.300000°S 138.383333°E發現兩塊碎片，總重量約200公克。

## 描述
布莱奇那隕石的礦物成分是橄欖石（80%）、長石（10%）、單斜輝石 （5.5%）、鐵硫化物（3%）、鉻鐵（0.5%）、氯磷灰石（0.5%）和黃鐵礦 （0.3%），還有微量的隕鐵。熔體雜質包括玻璃與斜方輝石和長石。化學和礦物成分與夏夕尼隕石相似，但微量元素的含量完全不同。

## 母體
熔體雜質顯示曾經在布莱奇那群的母體內經過分異的過程。

## 分類
在1978年被歸類為與夏夕尼隕石相同，但是在1983年對微量元素的分析顯示布莱奇那隕石與夏夕尼隕石基本上並不相同。因此布莱奇那隕石成為一種新隕石群的標本，被分為布莱奇那群。迄今，此一分類仍然是有效的。